# Брегенц

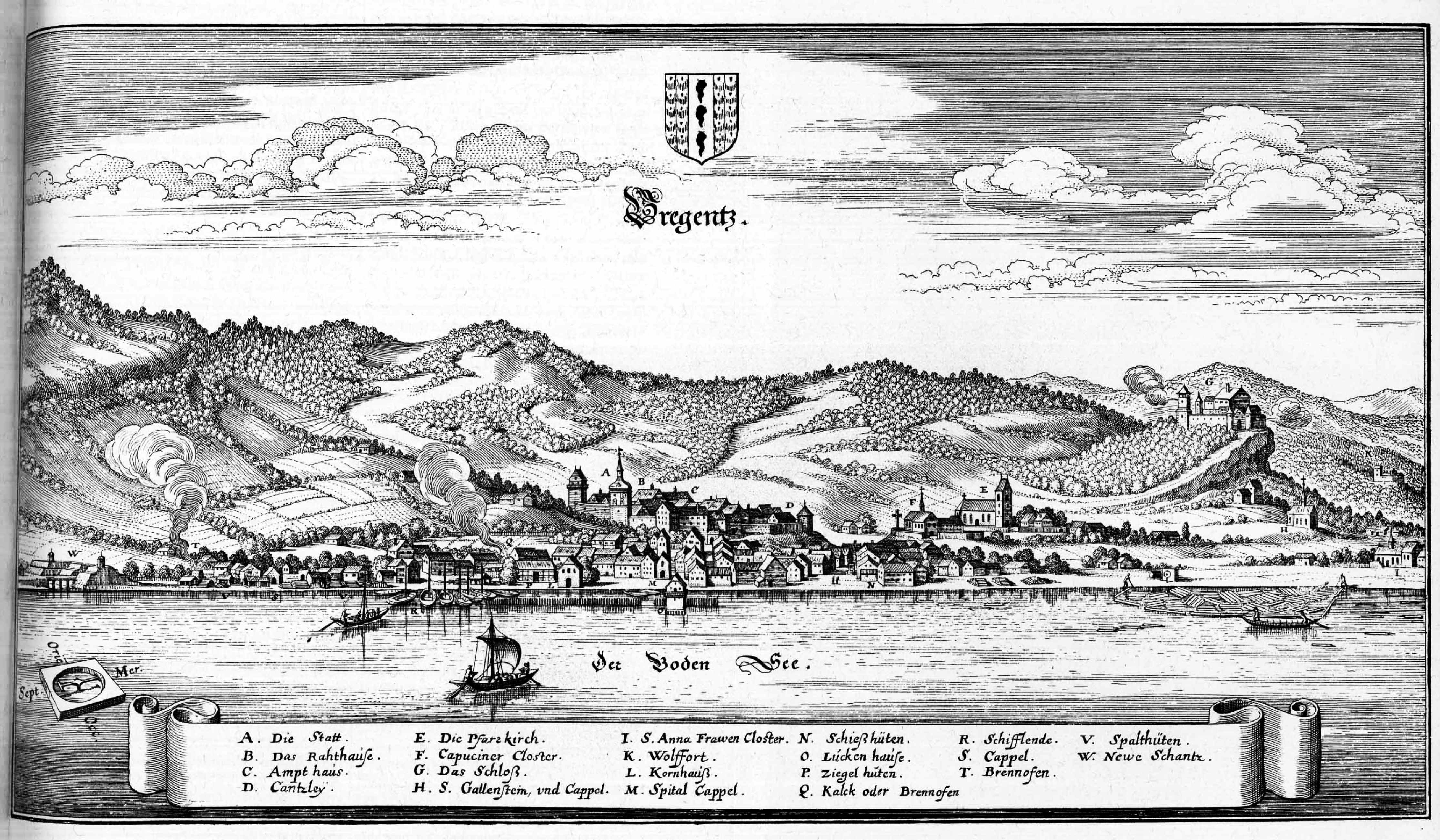
Брегенц, 1643 год

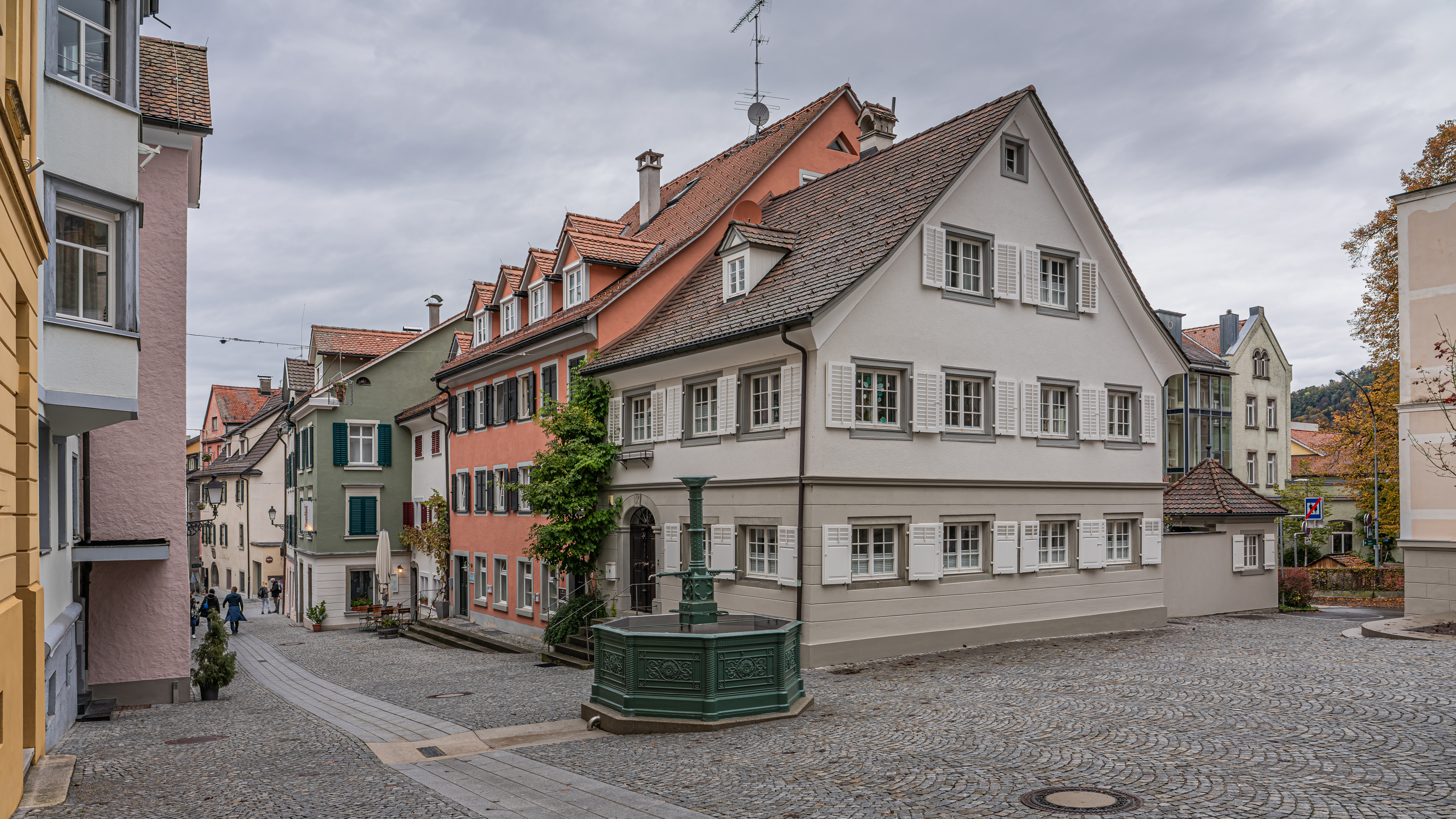
В центре Брегенца

Бре́генц (нем. Bregenz, лат. Brigantium) — город, с гаванью, на западе Австрийской республики, административный центр федеральной земли Форарльберг.
Город расположен на берегу Боденского озера в долине верхнего Рейна в непосредственной близости от границ современных Германии и Швейцарии. Площадь города составляет 29,50 км², население — 29 534 человека (1 января 2021), плотность населения — 1007 чел./км². Третий по величине город региона после Дорнбирна и Фельдкирха.

## История
Поселение на месте современного Брегенца появилось в доисторические времена.
С V века до нашей эры здесь жили кельты, на завоёванной германской земле, в поселении под названием Бригантион.
В 15 году до нашей эры римляне завоевали поселение, в будущей Винделиции, и превратили его в укреплённый, стратегически важный лагерь Бригантиум (Brigantium), для контроля прохода через Брегенцский лес, ущелье и горы (отрог Альп) в другие германские земли. В 259 году лагерь был разорён алеманами, однако окончательно алеманы осели на берегах Боденского озера лишь приблизительно через 200 лет.
В VII веке началась христианизация алеманов, наиболее известным миссионером считается Святой Галл, считающийся небесным покровителем Брегенца. По повелению германо-римского императора Оттона «Великого» построен хорошо укреплённый замок (разрушен шведами в Тридцатилетнюю войну).
С 917 года Брегенц стал резиденцией правившей в Форарльберге династии Удальрихингер, представители которой стали именовать себя графами фон Брегенц. В конце XII века власть перешла к династии Монфоров. В 1200 году Брегенц получил права города. В период правления салийских и гогенштауфенских императоров Брегенц был главным городом графства Брегенцского, владетель которого принадлежал к числу влиятельнейших швабских графов.
В 1451 году Габсбурги купили у Монфоров половину графства, а в 1523 году вторую половину, после чего Брегенц вошёл в состав державы Габсбургов. В 1559 году германо-римский император Фердинанд I пожаловал городу и его владетелю привилегию, разрешившую ему не допускать к себе евреев.
В период с 1805 года по 1814 год город принадлежал Баварии, затем вновь отошёл Австрии. В 1850 году построен порт. На 1891 год в городе проживало 4 750 жителей. В 1907 году — 7 500 жителей.
После Первой мировой войны Брегенц и весь Форальберг проголосовал на референдуме за вхождение в состав Швейцарии, с которой местные жители были намного плотнее связаны торговыми и культурными отношениями, чем с Австрией, расположенной за горами. Однако по решению держав-победительниц Брегенц остался в Австрии. На 1923 год в городе была развита текстильная промышленность, происходила оживленная торговля, имелось пароходство и проживало 13 093 жителей.
Во время Второй мировой войны Брегенц подвергался бомбардировкам английской и североамериканской авиации, так как не имел противовоздушной обороны, 72 здания были разрушены. После войны город входил во французскую зону оккупации.

## География
Город расположен в самой западной части республики на восточном берегу Боденского озера у подножия горы Пфендер. До границы с Германией (ФРГ) от Брегенца около пяти километров, до Швейцарии — 10 километров.
От столицы Австрии Вены, находящейся на противоположном конце страны, Брегенц отделяют 670 километров. Высота города — 400 метров над уровнем моря.

## Экономика и транспорт
Брегенц — большой торговый и промышленный город. Большая часть населения занята в мелком и среднем бизнесе, главным образом, торговле и обслуживании.
Промышленность представлена текстильной индустрией, металлургией, машиностроением и производством стекла.

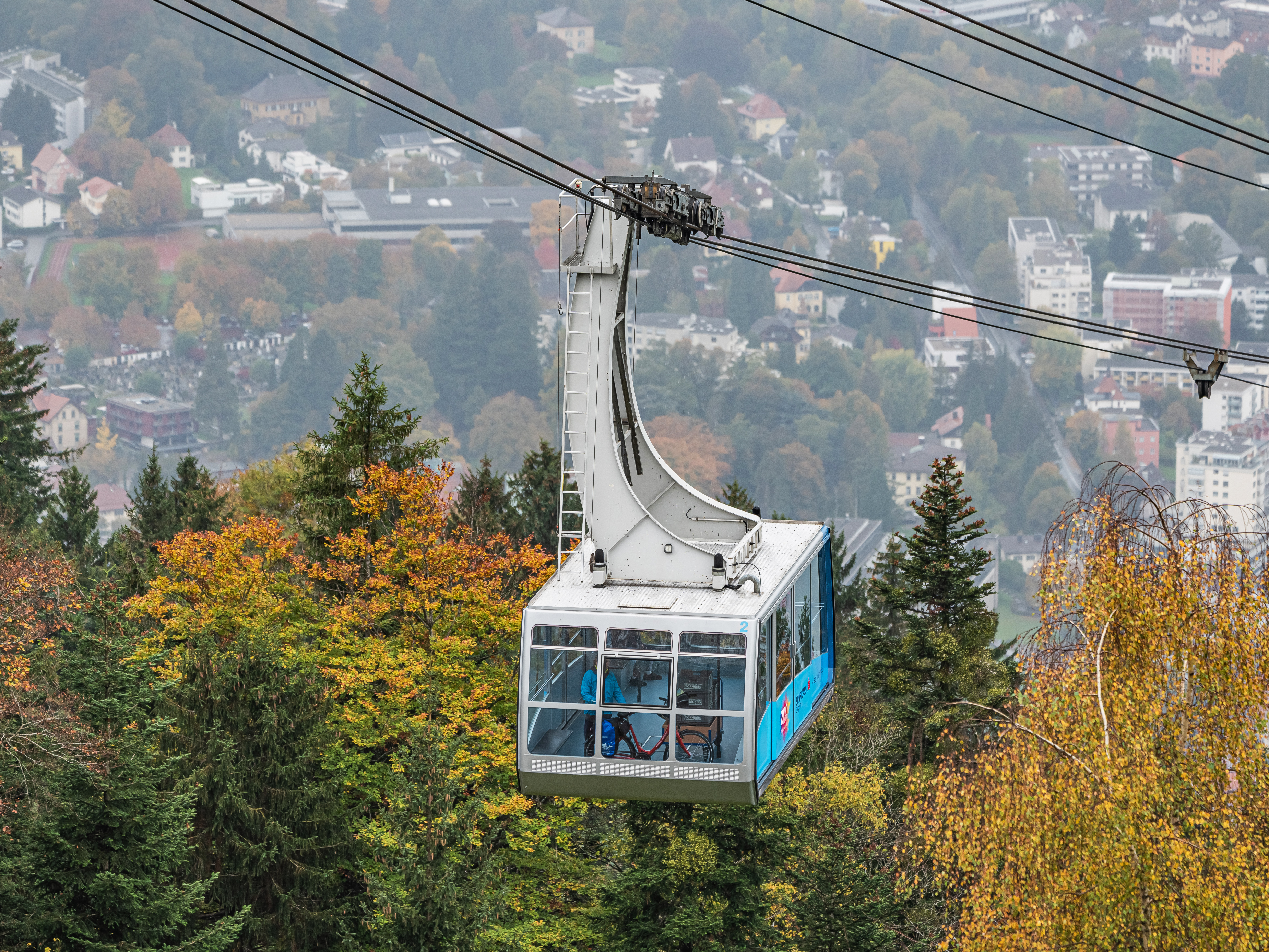
Канатная дорога из центра Брегенца на гору Пфендер

Важнейшую роль в экономике города играет туризм. Туристический сезон длится круглый год — летом туристов кроме достопримечательностей Брегенца привлекают живописные берега озера; зимой туристов принимают главным образом горнолыжные курорты в окрестностях города.
Брегенц — важный транспортный узел на стыке трёх стран, а также водных и сухопутных транспортных путей.
Железнодорожные и автомобильные магистрали ведут из города на север, в Германию; на запад, в Швейцарию; а также на юг, в сторону Дорнбирна,Фельдкирха и далее к перевалу Арльберг, связывающий Форарльберг с Тиролем и остальной Австрией. Время пути до Вены на поезде около 6 часов, до Мюнхена около 2,5 часов.
Любопытным фактом является обстоятельство, что аэропорт Брегенца расположен на территории соседнего государства — в Швейцарской конфедерации, в 20 километрах от города.
По Боденскому озеру осуществляется пассажирское сообщение речными судами. Время в пути на корабле до Констанца — 3 часа 45 минут.

## Население
| Год  | Численность |
| ---- | ----------- |
| 1869 | 5223        |
| 1889 | 6691        |
| 1890 | 9576        |
| 1900 | 11455       |
| 1910 | 13687       |
| 1923 | 13289       |
| 1934 | 14999       |
| 1939 | 15098       |
| 1951 | 20277       |
| 1961 | 21428       |
| 1971 | 23179       |
| 1981 | 24561       |
| 1991 | 27097       |
| 2001 | 26752       |
| 2011 | 27831       |
| 2021 | 29534       |

## Достопримечательности

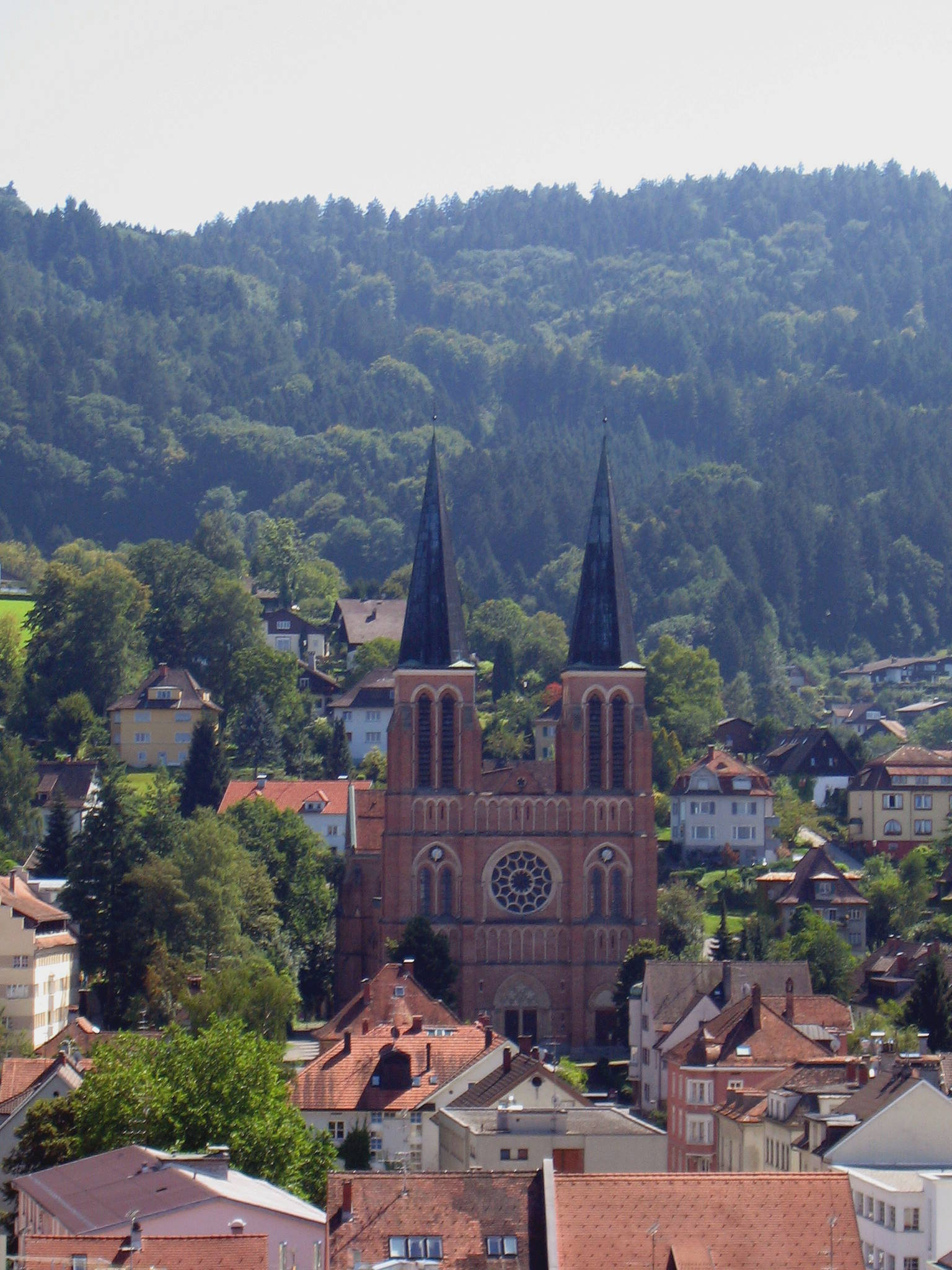
Церковь Святейшего Сердца.

- Верхний город. Самая старая часть Брегенца, застраивавшаяся в XIII—XVI веках.
  - Приходская церковь Св. Галла. Построена в 1097 году, полностью перестроена в стиле барокко в 1738 году.
  - Башня Мартинстурм. Построена в 1602 году. Увенчана деревянным куполом, стала одним из наиболее узнаваемых символов города. На нижнем этаже башни (сохранившемся от ещё более старой постройки) находится капелла св. Мартина, украшенная старинными фресками; на верхних этажах — военный музей.
  - Ворота Унтерс-Тор. Находятся между Верхним и Нижним городом, построены в XIII веке, перестраивались.
  - Старая ратуша. Построена в 1662 году, сейчас перестроена в жилой дом.
  - Дворец Дойринг. Построен в 1690 году.
  - Музей земли Форарльберг. Представлено историко-культурное развитие земли с кельтских времён до наших дней.

- Нижний город. Часть Брегенца, расположенная на берегу озера. Более современный район города.
  - Церковь Святейшего Сердца. Неоготическая церковь. строительство завершено в 1905 году.
  - Ратуша. Здание воздвигнуто в 1686, фасад создан в 1898 году.
  - Дом фестивалей и конгрессов. Построен в 1980 году.
  - Озёрная сцена. Громадная сцена построена прямо в озере на 200 сваях, на берегу находятся места для 6 300 зрителей. Основная сцена Брегенцского фестиваля.
  - Дом искусств Брегенц. Современное здание в стиле модерн в форме куба. Устраиваются выставки современного искусства.
- Замок Хоэнбрегенц

## Культура и образование
Главное культурное событие в жизни Брегенца — Брегенцский фестиваль. Проходит фестиваль ежегодно в июле — августе; в рамках фестиваля ставятся театральные представления различных музыкальных жанров от оперы до мюзикла.
В городе три театра, несколько музеев; а также два выставочных зала — Дом искусств и Кюнстлерхауз арт-центр.
Среди учебных заведений Брегенца выделяются Академия общественных наук, технический колледж, бизнес-школа и другие.

## Известные уроженцы и жители
В Брегенце родились:
- Иоганн Георг Хаген — астроном;
- Байер, Карл Роберт Эмерих (1832—1902) — известный немецкий беллетрист, писавший под псевдонимом Роберт Вир.

## Города-побратимы
- Бангор-Сити, Северная Ирландия
- Акко, Израиль